# Alfabet saurashtra
L'alfabet Saurashtra és una escriptura emprada per escriure la llengua saurashtra principalment a Tamil Nadu.
Modernament el seu ús s'ha anat perdent i l'escriptura tàmil i la llatina l'han substituït en la major part dels casos. La llengua és principalment parlada i els escrits en llengua saurashtra són escassos i d'aquests molt pocs utilitzen l'escriptura pròpia.